# 小心有牙
是一部黑色幽默的恐怖電影，於2007年1月19日在美國日舞影展首映，並於2008年在其他地區公映。電影以有牙陰道為主題。导演为米切尔·利奇坦斯坦。

## 剧情
唐恩·欧基夫（杰丝·威克斯勒饰）是一个名曰“允诺”的基督教禁欲组织的少年发言人。她和两个朋友格温和费尔一起参加不同组的活动。一天晚上她發表演說，說明了她们手上戴的指环的意义后，她结识了托比（哈尔·阿普尔曼饰），喜欢上了他。
他们四人开始一起活动。唐恩甚至幻想著能嫁给托比。但是兩人在互相確認彼此之間的心意之後，最後決定分手。但是这个决定未能维持多久，很快他們就改變心意了，在当地的游泳池会面。他们一起游泳后，走进一座山洞暖和身子，兩人開始接吻。托比失了魂似的开始强奸唐恩。在惊慌中唐恩的阴道咬下了他的阴茎。唐恩逃跑，托比失血而死。在一次允诺聚会中唐恩遇到了她的同学瑞恩。两人跳舞、聊天，后来瑞安陪她回家。
唐恩查找关于有牙阴道的信息发现自己有这个现象。她因此去看妇科医生戈德弗莱大夫来看她到底出了什么事。戈德弗莱大夫发现她还是处女，想要利用她的无知，说他还要做测试，而实际上他要骚扰唐恩。在惊慌之中唐恩的阴道咬断了他右手的手指。在疼痛中戈德弗莱大夫大叫“有牙阴道”。在回家的路上唐恩看到有人在开托比的车。她回到游泳池看到警察发现了托比的尸体。回到家里她发现自己有病的母亲金姆晕倒了躺在地上，但是她繼父的兒子，同時是他名義上的哥哥布莱德（约翰·亨斯利饰）却置他的繼母不顧，而继续与自己的女朋友梅兰尼做爱。金姆被湯兒送入医院。
她去找瑞恩，两人一起做爱，彼此相安無事。第二天早晨他们又做爱，就在其中，瑞安的朋友打电话给他，唐恩這時才知道他是為了和別人打賭才願意跟她做愛。在盛怒之下，唐恩的阴道咬掉了瑞安的阴茎。唐恩丢下瑞安，要他去找他的母親幫忙叫救護車。
唐恩听说她妈死了，她的继父要把布莱德撵出去，结果布莱德让他的狗去咬自己的父亲。唐恩在医院里碰到被狗咬傷的繼父和梅蘭妮。她决定用自己的武器为他们报仇。她回到家里，对自己被领养的哥哥表示自己的愛意。两人开始做爱。在做爱之中布莱德想起他小的时候手指被唐恩咬伤过，还想起她不是用嘴咬伤他的。就在他认识到这点时，唐恩的阴道把他的阴茎咬下来。唐恩把咬断的阴茎吐到地上，布赖德的狗把它吃掉，但是把龟头和阴茎上的刺环吐出来。唐恩逕自離開，布萊德最後因失血過多而死亡。
唐恩骑车离家，但是在路上她的车漏气，因此她在路邊招車。一个老人让她搭车，但是在下一个加油站她要下车的时候那个人把车门锁住了。他邊舔著自己的嘴唇邊表示，假如唐恩允许他和她做爱的话他就放她走。唐恩看着鏡頭，调皮地笑了。

## 演員
- 唐兒－潔絲·威克斯勒（Jess Weixler）飾演
- 托比－哈爾·艾普曼（Hale Appleman）飾演
- 布萊德－約翰·漢斯利（John Hensley）飾演

## 放映
《陰牙人》于2007年1月19日首次在2007年圣丹斯电影节上映，此后在柏林国际电影节等多个国际电影节上上映。
2008年1月18日它在美国在少数影院里对公众放映。2008年5月6日相应的出版。

## 外界反应
大多数电影批评对这部影片表示赞许。爛番茄分析了59篇批评得出结论说其中81%给予该电影正面评价。其共识为该电影“聪明、独创和极其有趣”。根据对22篇批评的分析给该电影打了100分中的57分。

### 圣丹斯电影节
在2007年圣丹斯电影节上《陰牙人》PENCIL受到好评。影评人斯科特·温贝格说：“《陰牙人》正是我们需要更多看到的那种电影。” 一位导演说它是“今年圣丹斯电影节上被评论最多的电影之一。”
杰丝·威克斯勒赢得特殊表演奖。

## 外部連結
- 《陰牙人》官方網站 （页面存档备份，存于） （英文）
- 互联网电影数据库（IMDb）上《Teeth》的资料（英文）